# Zhou Zeqi
Zhou Zeqi (en chino: 周泽琪; 25 de septiembre de 1999) es una deportista china que compite en taekwondo.
En los Juegos Asiáticos de 2022 obtuvo dos medallas de oro (+67 kg y equipo mixto). Ganó una medalla de plata en el Campeonato Asiático de Taekwondo de 2022, en la categoría de +73 kg.

## Palmarés internacional
| Juegos Asiáticos    | Juegos Asiáticos          | Juegos Asiáticos | Juegos Asiáticos |
| Año                 | Lugar                     | Medalla          | Categoría        |
| ------------------- | ------------------------- | ---------------- | ---------------- |
| 2022                | Hangzhou (China)          | Medalla de oro   | +67 kg           |
| 2022                | Hangzhou (China)          | Medalla de oro   | Equipo mixto     |
| Campeonato Asiático |                           |                  |                  |
| Año                 | Lugar                     | Medalla          | Categoría        |
| 2022                | Chuncheon (Corea del Sur) | Medalla de plata | +73 kg           |